# Medve-szurdok
A Medve-szurdok (németül Bärenschützklamm) Ausztria egyik legnagyobb szurdokvölgye.  Az egyedülálló természeti kincset 1978-ban természeti értéknek nyilvánították. Stájerország tartományban, a Közép-Alpokhoz tartozó Grazer Bergland hegység és a Mura folyó völgyében található. Közvetlenül Mixnitz falu (Pernegg an der Mur község) közelében, 479 méteres tengerszint feletti magasságban, Graztól 40 km-re északra. Ez a kanyargós kis település tekinthető a szurdok bejáratának.  A szurdok másik végén a Guten Hirten menedékház található 1209 méteres tengerszint feletti magasságban. A Pernegg Nemzeti Park részét képző szurdok május 1-től október 31-ig látogatható.

## Természeti környezet
A Medve-szurdok a Hochlantsch-vidék egyik leghosszabb, és 24 vízesése révén legszebb vizes szurdoka, melyet a benne folyó Mixnitzbach patak vájt ki. A szurdok látványosságai  közvetlen közelről élvezhetőek, a kiépített utat létrák, hidak, teszik biztonságossá és látványossá.
A szikla-szorosban több mint 150 fahídon, létrán és 2900 lépcsőfokon keresztül lehet egyre feljebb jutni, miközben a patakok, zúgók, vízesések morajlanak a túrázó lába alatt. A szurdok meghódításához nem szükséges hegymászó tudás, de a sportos erőnlét, a stabil mozgáskoordináció és a szédülésmentesség alapfeltétel. A sziklák közül kiérve, a tisztáson 1209 méter magasan turistaház várja a túrázókat. Mivel a szurdokban a közlekedés egyirányú, a visszaút a hegy másik oldalán történik, egy fenyvesek között kanyargó ösvényen, ami a Teichalm-tóhoz vezet, ahol még érdemes egy rövid levezető sétát tenni a tóparti ösvényen. A táv kb. 10 km, a szintkülönbség kb. 700 m.
Növénytani és állattani szempontból számos növény és állat menedéke a szurdok.  A leletek bizonyítják, hogy számos barlangban, köztük a „Sárkány-barlangban” is az ember már az újkőkorszak idején, a „közép-stájer-i karsztban” jelen volt.

## Külső hivatkozások
- Pernegg honlapja
- Pernegg-Mixnitz-Bärenschützklamm